# Kiberg
Kiberg is een plaats in de Noorse gemeente Vardø, provincie Finnmark. Kiberg telt 241 inwoners (2007) en heeft een oppervlakte van 0,38 km².